# Hans Ulrich von Schaffgotsch
Hans Ulrich von Schaffgotsch (Greiffenstein, 28 agosto 1595 – Ratisbona, 24 luglio 1635) è stato un generale boemo.
Militare imperiale nella guerra dei trent'anni, venne falsamente accusato di tradimento e giustiziato nella purga che colpì l'esercito del Sacro Romano Impero e che si scagliò contro tutti gli ufficiali associati all'ex generalissimo Albrecht von Wallenstein.

## Biografia

### I primi anni

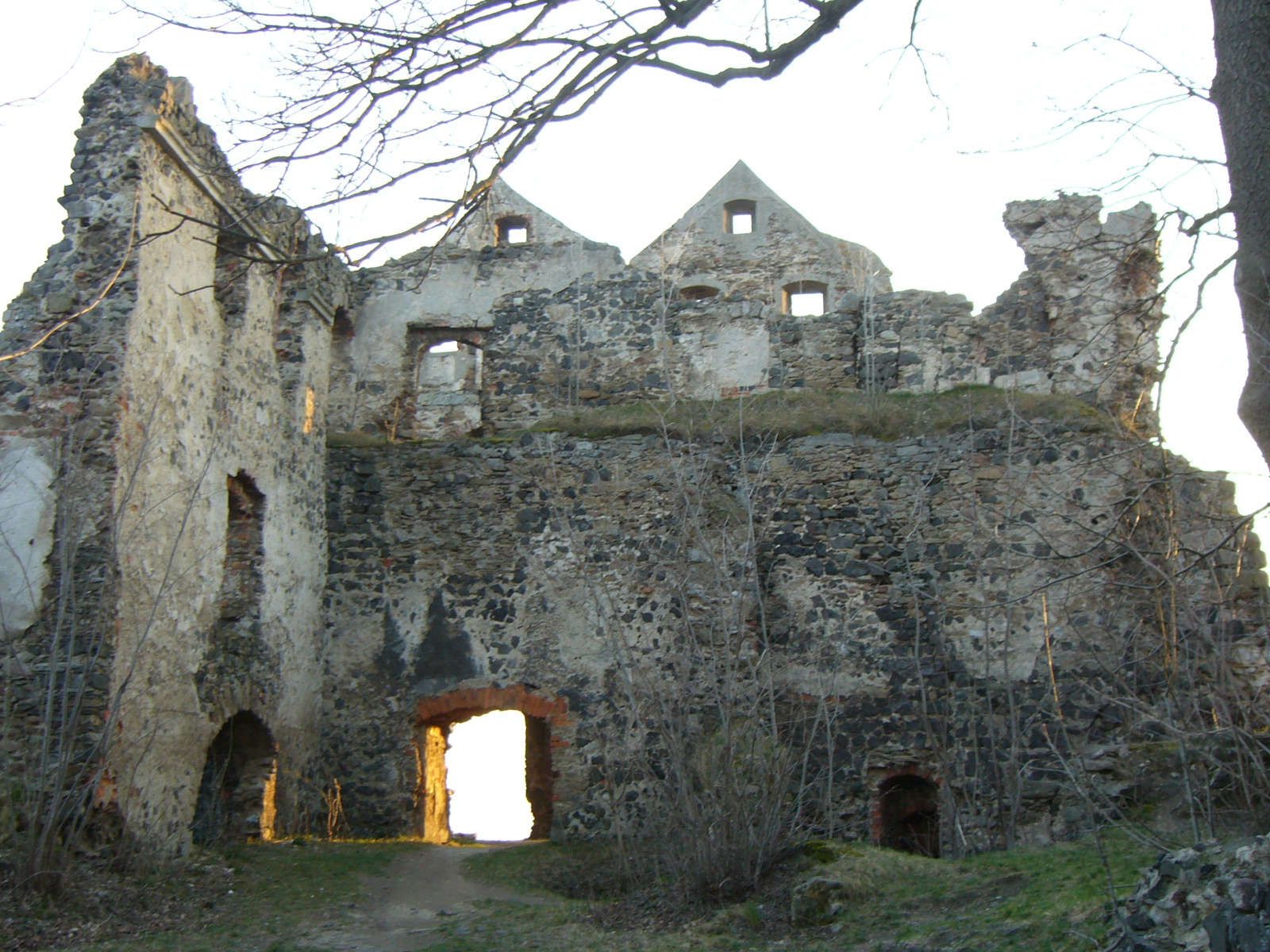
Le rovine del castello di Greiffenstein

Hans Ulrich nacque il 28 agosto 1595 al castello di Greiffenstein. La famiglia Schaffgotsch apparteneva alla nobiltà della Slesia. Alla morte di suo padre Christoph e del suo parente Adam von Schaffgotsch, ereditò vasti possedimenti tra cui Gryfów Śląski, Greiffenstein, Kynast, Gierałtowiec, Trachenberg-Prausnitz, Kowary e i territori compresi tra i monti Riesengebirge e il fiume Iser. Tra il 1611 e il 1614 frequentò le università di Tubinga, Lipsia e Altdorf, viaggiando anche in Spagna, Italia, Inghilterra, Francia e Paesi Bassi. Al suo ritorno in patria, focalizzò la propria attenzione sull'amministrazione dei suoi possedimenti.
Allo scoppio della guerra dei trent'anni, Schaffgotsch si trovava in servizio come rappresentante per la Slesia a Praga e decise di supportare Federico V, da poco incoronato sovrano di Boemia. Il 18 ottobre 1620 sposò Barbara Agnese di Brieg della potente dinastia slesiana dei Piast, sorella di Giovanni Cristiano di Brieg e di Giorgio Rodolfo di Liegnitz, che congiuntamente reggevano i ducati di Brieg e Liegnitz.

### La carriera militare

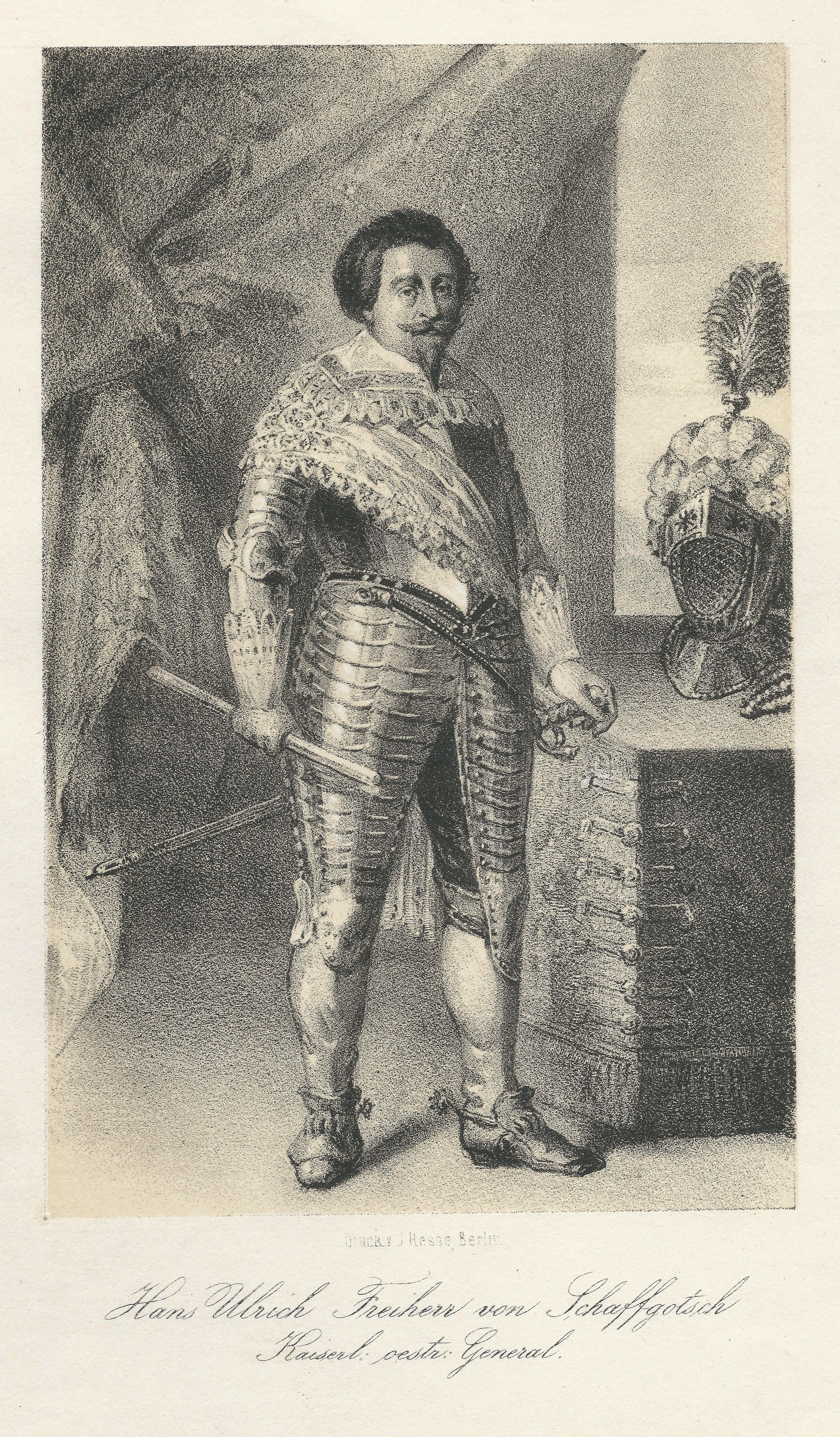
Hans Ulrich von Schaffgotsch

Dopo la sconfitta dei boemi nella battaglia della Montagna Bianca, Hans Ulrich decise di abbandonare la causa di Federico. Il 3 novembre 1621 giurò fedeltà a Ferdinando II al castello di Breslavia. Nel 1626, riuscì a raggruppare un reggimento di archibugieri per combattere l'invasione dano–mansfeldiana della Slesia. Nell'autunno di quello stesso anno si unì alle forze di Gabriel von Pechmann nella sua campagna contro le forze del ducato di Sassonia-Weimar nell'Alta Slesia. L'anno successivo, venne promosso al rango di generale dal nuovo generalissimo imperiale Albrecht von Wallenstein, prendendo parte alla campagna estiva contro la Danimarca. Prese parte all'incoronazione di Ferdinando III a re di Boemia il 23 novembre 1627, al successivo torneo di stile medievale e ricevette il titolo di Semperfrei dall'imperatore. L'intervento svedese nella guerra dei trent'anni del 1630 lo spinse a riorganizzare il suo reggimento. Il 24 luglio 1631, sua moglie Barbara Agnese morì, lasciando la cura dei figli alla sorellastra Anna Ursula di Hohenzollern.
L'8 aprile 1632, venne promosso al rango di Generalfeldwachtmeister. Tra il 1632 e il 1633, prese parte alla difesa della Slesia. L'11 ottobre 1633, venne posto alla guida di 8 000 cavalieri imperiali coi quali colse di sorpresa le forze di Jindřich Matyáš Thurn appena fuori Steinau dopo che Thurn si era rifiutato di sparare coi propri cannoni agli imperiali mentre questi stavano attraversando Kӧben. Schaffgotsch catturò Thurn e il generale Jacob Duwall, mostrandoli al pubblico a Legnica e a Oława, fatto che fece desistere le ultime resistenze. Tentò quindi senza successo di assediare Breslavia. Alla fine del 1633, il comando del fronte slesiano venne trasferito a Matthias Gallas e a Rudolf von Colloredo, mentre Schaffgotsch venne convocato a Plzeň e raggiunse la città il 4 gennaio 1634. Qui il generale Christian von Ilow gli espresse tutto il suo disaccordo per l'interferenza della corte imperiale negli affari militari della Slesia, chiedendo a Schaffgotsch di firmare i 19 punti dello Statum Silesiae che condannava lo statista Gerhard von Questenberg. Schaffgotsch si rifiutò di compiere un atto simile dicendo che quella sarebbe stata una mancanza di fedeltà alla causa imperiale. Sul fronte militare, a ogni modo, la sua amicizia con il generale Wallenstein stava diventando sempre più problematica, in particolare per la passività dimostrata da quest'ultimo verso l'incursione svedese in Baviera e per il collasso della Lorena sotto pressione francese. Partì contro di lui una campagna diffamatoria senza precedenti. L'11 gennaio 1634, il principe Gundakar del Liechtenstein inviò a Ferdinando II una richiesta ufficiale, richiedendo la liquidazione di Wallenstein. Il giorno successivo, Wallenstein convocò i suoi colonnelli per firmare un documento di fedeltà personale, che 49 di loro firmarono immediatamente mentre Schaffgotsch e Scherffenberg siglarono rispettivamente in Slesia e in Alta Austria. Un partito di opposizione a Wallenstein iniziò a crearsi anche per merito di Ottavio Piccolomini che iniziò a far circolare dei libelli contro il generale.
Il 17 febbraio, Scherffenberg venne arrestato a Vienna. Il 18 febbraio, una seconda accusa andò a colpire Wallenstein accusandolo di cospirazione e condannandolo a morte. Le lettere di Wallenstein che ribattevano a queste accuse rimasero inascoltate, in particolare dopo che lo stesso imperatore si stava impegnando militarmente contro di lui, fatto che lo spinse ad abbandonare la fazione imperiale e a riparare in Svezia, partendo dal suo quartier generale il 22 febbraio. Il 24 febbraio Wallenstein raggiunse Cheb dove venne assassinato da un gruppo di ufficiali scozzesi e irlandesi assoldati in precedenza dal Piccolomini. Schaffgotsch venne arrestato in quello stesso giorno, venendo poi trasferito alla fortezza di Kłodzko dove venne detenuto per otto settimane. Nella seconda metà di aprile, su sua richiesta venne inviato a Vienna, dove continuò a essere interrogato sulla sua amicizia con Wallenstein. Nel giugno di quello stesso anno, venne portato a Plzeň, e il 20 giugno venne spostato a České Budějovice per il rischio che Johan Banér potesse invadere la Boemia. Il 18 febbraio 1635, a Ratisbona si riunì un tribunale militare per discutere del caso di Schaffgotsch e il processo si aprì a marzo. Il 31 marzo 1635, Schaffgotsch venne accusato di cospirazione nel tentativo di detronizzare l'imperatore e venne condannato a morte. Schaffgotsch si dichiarò innocente citando il fatto che Wallenstein non era stato ufficialmente sollevato dal proprio incarico e pertanto egli alla data della sottoscrizione di fedeltà era ancora obbligato a seguire i suoi ordini. Il 4 luglio, alla presenza del giudice Heinrich von Schlick, venne torturato, ma senza che si dichiarasse colpevole. Il giorno dopo l'imperatore confermò la sentenza di morte che venne eseguita il 24 luglio 1635. L'esecuzione di Schaffgotsch si inserì come parte di una più vasta purga, che incluse l'esecuzione del comandante della guarnigione di Opava, oltre all'imprigionamento di diversi altri generali, tra cui Francesco Alberto di Sassonia-Lauenburg, tutti convinti di aver siglato la dichiarazione di fedeltà a Wallenstein. I possedimenti di Schaffgotsch a Trachenberg-Prausnitz e presso il Riesengebirge vennero confiscati nell'aprile del 1634. Il 31 agosto 1641, i primi possedimenti vennero concessi a Melchior von Hatzfeldt mentre gli ultimi, gradualmente, tornarono nelle mani dei figli di Hans Ulrich dopo la loro conversione al cattolicesimo.